# Chiesa della Madonna dei Canneti
La chiesa della Madonna dei Canneti è una chiesa di Cerveteri.

## Storia
Venne edificata intorno all'anno 1600 per conservarvi una immagine della Madonna, ritrovata in modo ritenuto miracoloso in mezzo ai canneti. Subito si attesta la presenza agostiniana, con due monaci incaricati di seppellire i morti per malaria.
Nel 1636 è ricordata come cadente e venne restaurata tra il 1661 e il 1682, quando venne aggiunto il campanile per richiamare i fedeli ai funerali. Nel 1695 vi fu aggiunto un convento per volontà dell'arciprete Sebastiano De Rubeis. Nel 1753 per un breve periodo assunse il nome di "Santa Maria de Arudinientis", antico nome della chiesa di San Michele Arcangelo. Ebbe ulteriori restauri agli inizi del XX secolo e nel 1987.

## Descrizione
La chiesa oggi si presenta ad unica navata, con copertura a capriate. Sul fondo l'abside barocca ospita la cappella che custodisce il dipinto della Madonna; altre due cappelle sono dedicate a san Francesco e alla Madonna di Lourdes.
Nella navata si apre un secondo ambiente che ospita la penitenzieria e dove è collocata una raccolta di ex voto.